# Кремона, Пол
Пол Кремона (25 января 1946, Валлетта — 18 марта 2025, Биркиркара, Восточный регион) — мальтийский прелат, архиепископ Мальты на покое.

## Биография
Родился в Валлетте 25 января 1946 года. В сентябре 1962 года вступил в новициат доминиканского ордена, 29 сентября 1963 года принёс обеты. После вступления в орден обучался в доминиканском колледже св. Фомы Аквинского, изучал философию и теологию. 22 марта 1969 года рукоположён в священнический сан, затем продолжал обучение в высшем учебном заведении доминиканского ордена Университете святого Фомы Аквинского (Ангеликум) в Риме. В 1973 году защитил докторскую диссертацию по теологии.
С 1981 по 1989 год занимал пост доминиканского провинициала Мальты. В 1989 году назначен настоятелем прихода Девы Марии Фатимской на острове Гоцо. Параллельно отвечал за новициат доминиканского ордена на Мальте.
2 декабря 2006 года Пол Кремона был избран 11-м архиепископом Мальты после того, как его предшественник Джозеф Мерсьека ушёл в отставку по возрасту. Архиепископ Мерсьека был главным консекратором на епископской хиротонии Пола Кремоны, которая состоялась 26 января 2007 года в Соборе Святого Иоанна (Валлетта). Епископским девизом новый архиепископ избрал фразу не на латыни, как это обычно бывает, а на родном мальтийском языке — «Hejju t-Triq ghall-Mulej» (Приготовьте путь Господу).
18 октября 2014 года ушёл в отставку по состоянию здоровья.
Кремона умер 18 марта 2025 года после продолжительной болезни в больнице Mater Dei в возрасте 79 лет.